# Nuoto ai Giochi della XXIX Olimpiade - 10 km maschili
Alla gara presero parte 25 atleti. L'oro andò all'olandese Maarten van der Weijden. La gara si è svolta il 18 agosto.

## Risultati
| Posizione | Atleta                      | Paese       | Tempo      | Distacco |
| --------- | --------------------------- | ----------- | ---------- | -------- |
|           | Maarten van der Weijden     | Paesi Bassi | 1:51:51.6  |          |
|           | David Davies                | Regno Unito | 1:51:53.1  | 1.5      |
|           | Thomas Lurz                 | Germania    | 1:51:53.6  | 2.0      |
| 4         | Valerio Cleri               | Italia      | 1:52:07.5  | 15.9     |
| 5         | Evgenij Dratcev             | Russia      | 1:52:08.9  | 17.3     |
| 6         | Petăr Stojčev               | Bulgaria    | 1:52:09.01 | 17.5     |
| 7         | Brian Ryckeman              | Belgio      | 1:52:10.7  | 19.1     |
| 8         | Mark Warkentin              | Stati Uniti | 1:52:13.0  | 21.4     |
| 9         | Chad Ho                     | Sudafrica   | 1:52:13.1  | 21.5     |
| 10        | Erwin Leon Maldonado Savera | Venezuela   | 1:52:13.6  | 22.0     |
| 11        | Ky Hurst                    | Australia   | 1:52:13.7  | 22.1     |
| 12        | Igor Chervynskiy            | Ucraina     | 1:52:14.7  | 23.1     |
| 13        | Francisco Jose Hervas       | Spagna      | 1:52:16.5  | 24.9     |
| 14        | Allan Carmo                 | Brasile     | 1:52:16.6  | 25.0     |
| 15        | Gilles Rondy                | Francia     | 1:52:16.7  | 25.1     |
| 16        | Spyridōn Gianniōtīs         | Grecia      | 1:52:20.4  | 28.8     |
| 17        | Rostislav Vitek             | Rep. Ceca   | 1:52:41.8  | 50.2     |
| 18        | Luis Escobar                | Messico     | 1:53:47.9  | 1:56.3   |
| 19        | Saleh Mohammad              | Siria       | 1:54:37.7  | 2:46.1   |
| 20        | Mohamed Monir               | Egitto      | 1:55:17.0  | 3:25.4   |
| 21        | Damian Blaum                | Argentina   | 1:55:48.6  | 3:57.0   |
| 22        | Arseniy Lavrentyev          | Portogallo  | 2:03:39.6  | 11:48.0  |
| 23        | Xin Tong                    | Cina        | 2:09:13.4  | 17:21.8  |
| -         | Csaba Gercsák               | Ungheria    | RIT        |          |
| -         | Vladimir Djatčin            | Russia      | SQ         |          |